# Абель (король Данії)
А́бель Ва́льдемарсен (1218 — 29 червня 1259) — король Данії (1250—1252) з династії Естрідсенів.

## Біографія
Народився в родині данського короля Вальдемара II і португальської інфанти Беренгарії, дочки португальського короля Саншу I. Про молоді роки мало відомостей. 1232 року став герцогом Шлезвігу. Для зміцнення свого становища 1237 року одружився з дочкою Адольфа IV Гольштейнського.
Після смерті 1241 року Вальдемара II розпочалася боротьба за трон. Королем обрано брата Абеля — Еріка. Абель намагався скинути брата з трону, але зазнав поразки й вимушений був утекти в Бранденбург. А втім, завдяки їхній сестрі Софії Бранденбурзької братів удалося замирити, й Абель повернувся в Шлезвіг.
Зрештою інтриги Абеля завершилися вбивством Еріка 1250 року. Щоб зняти підозри у вбивстві брата, Абель поклявся, що непричетний до скоєння злочину. 1 листопада його короновано.
1251 року під тиском Ливонського ордену відмовився від прав на острів Езель і Західну Естляндію. 1252 року вирушив у похід проти фризів, щоб зібрати несплачені податки, і 29 червня загинув у битві.

## Родина
Дружина — Матільда Гольштейнська.
Діти:
- Вальдемар (1238—1257), герцог Шлезвігу в 1252—1257 роках;
- Софія (1240— після 1284), дружина Бернхарда I, князя Ангальт-Бернбурзького
- Еріх (1241—1272), герцог Шлезвігу у 1260—1272 роках;
- Абель (1252—1279), володар Лангеланду.